# Пересаденко Іван Анатолійович
Іван Анатолійович Пересаденко (27 листопада 1914, місто Катеринослав, тепер місто Дніпро Дніпропетровської області — 2001, місто Київ) — український радянський партійний діяч, завідувач відділу зарубіжних зв'язків ЦК КПУ. Депутат Верховної Ради УРСР 9-го скликання. Кандидат у члени ЦК КПУ в 1971—1976 р.

## Біографія
Народився в родині службовця.
З 1930 до 1932 року — слюсар школи фабрично-заводського учнівства (ФЗУ) будівельників у місті Дніпропетровську. У 1932—1933 роках — секретар комітету комсомолу школи фабрично-заводського учнівства будівельників у Дніпропетровську.
У 1933—1936 роках — студент Ленінградського комуністичного педагогічного інституту імені Крупської.
У 1937 році — червоноармієць-однорічник Хабаровського обласного воєнного комісаріату.
У 1937—1940 роках — завідувач відділу шкільної молоді та піонерів Хабаровського крайового комітету ВЛКСМ РРФСР.
Член ВКП(б) з 1939 року.
У 1940—1942 роках — заступник начальника Хабаровського крайового Управління у справах літератури і видавництв та цензор крайових газет. 
У 1942 році — інструктор відділу кадрів Хабаровського крайового комітету ВКП(б).
У 1942—1943 роках — секретар Хабаровського крайового комітету ВЛКСМ по школах.
У 1943—1944 роках — секретар Хабаровського міського комітету ВЛКСМ. 
У 1944 році — заступник завідувача відділу кадрів Хабаровського міського комітету ВКП(б).
У 1944—1946 роках — слухач Вищої партійної школи при ЦК ВКП(б) у Москві.
У 1946—1948 роках — відповідальний організатор Управління кадрів ЦК КП(б) України.
У 1948—1951 роках — завідувач сектору зовнішніх відносин адміністративного відділу ЦК КП(б)У. У 1951—1962 роках — завідувач сектору ЦК КПУ з підбору кадрів для Міністерства закордонних справ УРСР.
У серпні 1962 — лютому 1967 року — інспектор ЦК КПУ — завідувач сектору із добору кадрів закордон (зарубіжних зв'язків) ЦК КПУ.
У лютому 1967—1976 роках — завідувач відділу по зарубіжних зв'язках (з березня 1967 року — відділу інформації та зарубіжних зв'язків) ЦК КПУ.
Потім — на пенсії в Києві.

## Нагороди
- два ордени Трудового Червоного Прапора
- два ордени «Знак Пошани» (26.02.1958,)
- медалі
- Почесна грамота Президії Верховної Ради Української РСР (26.11.1974)